# Kamjanka (obwód kirowohradzki)
Kamjanka (ukr. Кам'янка) – wieś na Ukrainie, w obwodzie kirowohradzkim, w rejonie nowoukraińskim, w hromadzie Nowomyrhorod. W 2001 liczyła 630 mieszkańców.